# Asnelles
Asnelles [anɛl]  est une commune française, située dans le département du Calvados en région Normandie, peuplée de 641 habitants nommés Asnellois.
La commune est une station balnéaire et sa plage a hébergé à l'été 1944 une partie du port artificiel d'Arromanches après le débarquement de Normandie.

## Géographie

### Localisation
La commune est située à 3,5 kilomètres à l'est d'Arromanches-les-Bains et à environ 27 kilomètres au nord-ouest du centre de Caen. Elle se situe en bord de mer. Au large, on aperçoit le rocher du Calvados.

### Communes limitrophes
| Mer de la Manche     | Mer de la Manche | Mer de la Manche |
| Saint-Côme-de-Fresné | Asnelles         | Meuvaines        |
| Saint-Côme-de-Fresné | Meuvaines        | Meuvaines        |

### Hydrographie
La commune est située dans le bassin Seine-Normandie. Elle est drainée par la Gronde,.

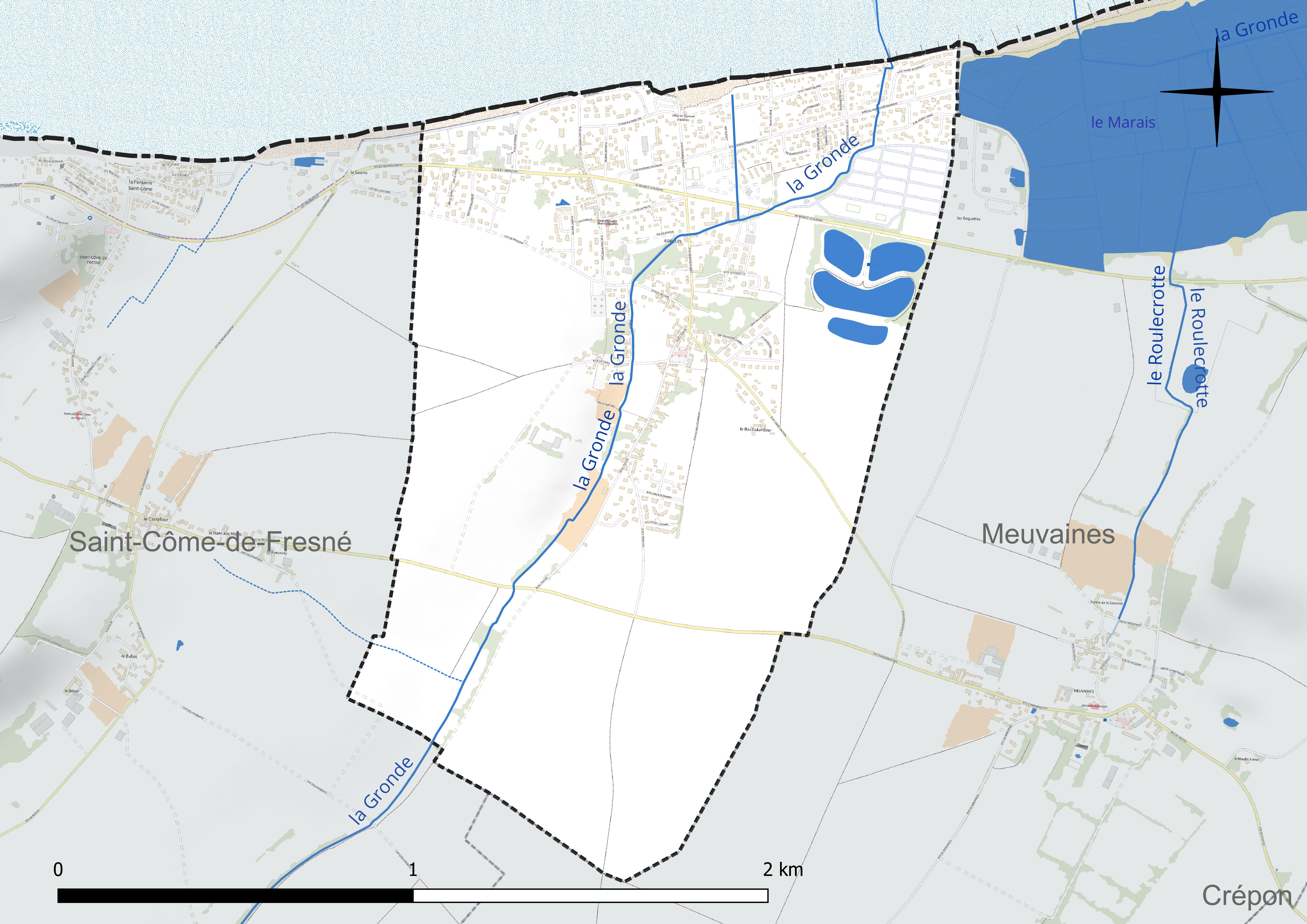
Réseau hydrographique d'Asnelles.

### Climat
Pour des articles plus généraux, voir Climat de la Normandie et Climat du Calvados.
En 2010, le climat de la commune est de type climat océanique altéré, selon une étude du CNRS s'appuyant sur une série de données couvrant la période 1971-2000. En 2020, Météo-France publie une typologie des climats de la France métropolitaine dans laquelle la commune est exposée à un climat océanique et est dans la région climatique Normandie (Cotentin, Orne), caractérisée par une pluviométrie relativement élevée (850 mm/a) et un été frais (15,5 °C) et venté. Parallèlement le GIEC normand, un groupe régional d'experts sur le climat, différencie quant à lui, dans une étude de 2020, trois grands types de climats pour la région Normandie, nuancés à une échelle plus fine par les facteurs géographiques locaux. La commune est, selon ce zonage, exposée à un « climat des plateaux abrités », correspondant à la plaine agricole de Caen à Falaise, sous le vent des collines de Normandie et proche de la mer, se caractérisant par une pluviométrie et des contraintes thermiques modérées.
Pour la période 1971-2000, la température annuelle moyenne est de 11 °C, avec  une amplitude thermique annuelle de 11,2 °C. Le cumul annuel moyen de précipitations est de 690 mm, avec 11,4 jours de précipitations en janvier et 7,4 jours en juillet. Pour la période 1991-2020, la température moyenne annuelle observée sur la station météorologique la plus proche, située sur la commune de Bernières-sur-Mer à 12 km à vol d'oiseau, est de 11,7 °C et le cumul annuel moyen de précipitations est de 695,0 mm,. Pour l'avenir, les paramètres climatiques de la commune estimés pour 2050 selon différents scénarios d'émission de gaz à effet de serre sont consultables sur un site dédié publié par Météo-France en novembre 2022.

## Urbanisme

### Typologie
Au 1er janvier 2024, Asnelles est catégorisée commune rurale à habitat dispersé, selon la nouvelle grille communale de densité à 7 niveaux définie par l'Insee en 2022.
Elle est située hors unité urbaine et hors attraction des villes,.
La commune, bordée par la baie de Seine, est également une commune littorale au sens de la loi du 3 janvier 1986, dite loi littoral. Des dispositions spécifiques d'urbanisme s'y appliquent dès lors afin de préserver les espaces naturels, les sites, les paysages et l'équilibre écologique du littoral, tel le principe d'inconstructibilité, en dehors des espaces urbanisés, sur la bande littorale des 100 mètres, ou plus si le plan local d'urbanisme le prévoit.

### Occupation des sols
L'occupation des sols de la commune, telle qu'elle ressort de la base de données européenne d'occupation biophysique des sols Corine Land Cover (CLC), est marquée par l'importance des territoires agricoles (66,5 % en 2018), en diminution par rapport à 1990 (72,7 %). La répartition détaillée en 2018 est la suivante : 
terres arables (66,5 %), zones urbanisées (30,9 %), zones humides côtières (2,6 %), zones humides intérieures (0,1 %). L'évolution de l'occupation des sols de la commune et de ses infrastructures peut être observée sur les différentes représentations cartographiques du territoire : la carte de Cassini (XVIIIe siècle), la carte d'état-major (1820-1866) et les cartes ou photos aériennes de l'IGN pour la période actuelle (1950 à aujourd'hui).

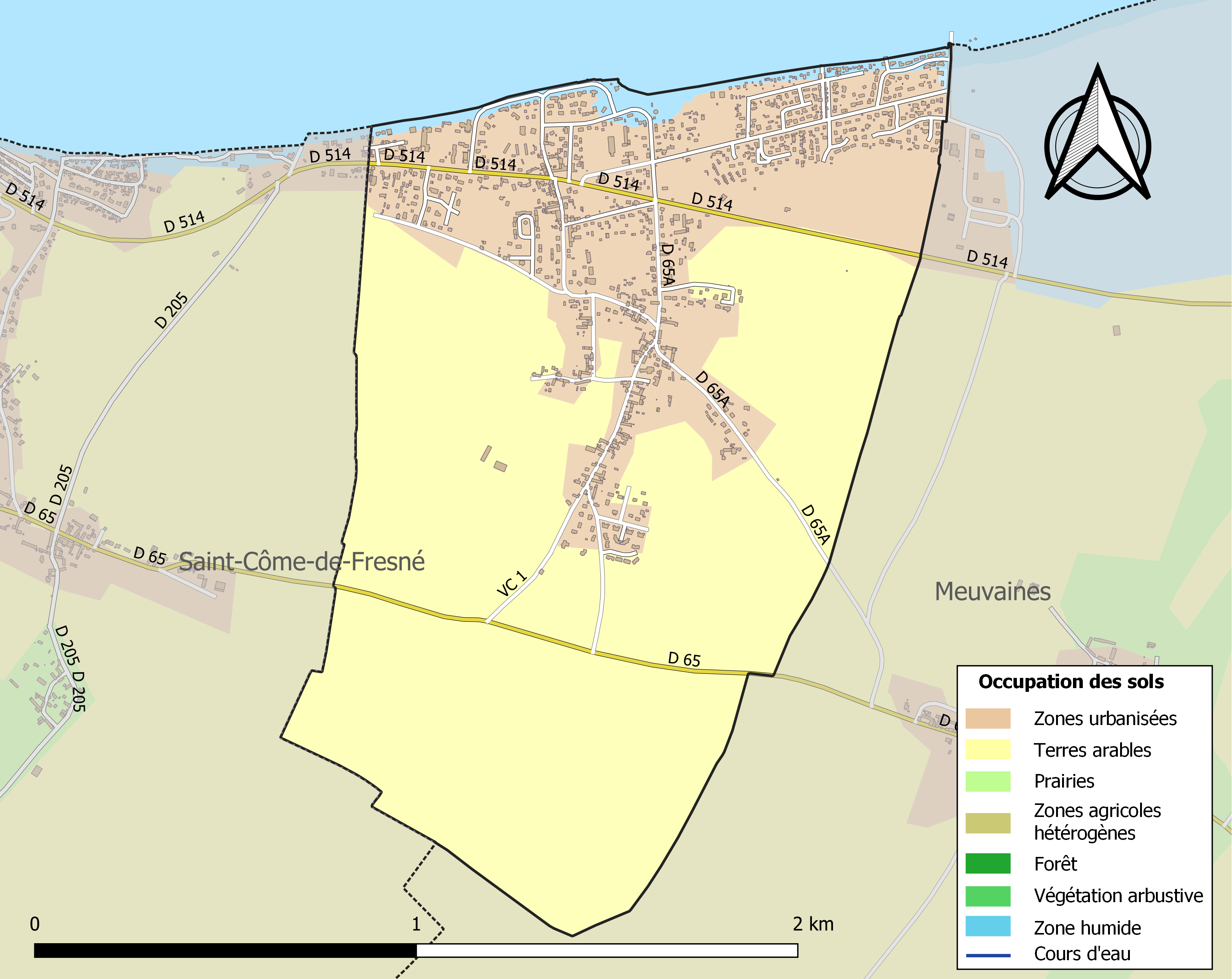
Carte des infrastructures et de l'occupation des sols de la commune en 2018 (CLC).

### Habitat et logement
En 2019, le nombre total de logements dans la commune était de 993, alors qu'il était de 772 en 2014 et de 838 en 2009.
Parmi ces logements, 29,9 % étaient des résidences principales, 67,9 % des résidences secondaires et 2,1 % des logements vacants. Ces logements étaient pour 71,2 % d'entre eux des maisons individuelles et pour 6 % des appartements.
Le tableau ci-dessous présente la typologie des logements à Asnelles en 2019 en comparaison avec celle du Calvados et de la France entière. Une caractéristique marquante du parc de logements est ainsi une proportion de résidences secondaires et logements occasionnels (67,9 %), très  supérieure à celle du département (17,9 %) et à celle de la France entière (9,7 %). Concernant le statut d'occupation de ces logements, 72,9 % des habitants de la commune sont propriétaires de leur logement (67,9 % en 2014), contre 57 % pour le Calvados et 57,5 pour la France entière.
| Typologie                                               | Asnelles | Calvados | France entière |
| ------------------------------------------------------- | -------- | -------- | -------------- |
| Résidences principales (en %)                           | 29,9     | 75,1     | 82,1           |
| Résidences secondaires et logements occasionnels (en %) | 67,9     | 17,9     | 9,7            |
| Logements vacants (en %)                                | 2,1      | 6,9      | 8,2            |

### Risques naturels et technologiques
La commune est classée en zone de sismicité 2, correspondant à une sismicité faible.
En 2023, une étude menée par le syndicat mixte Ter'Bessin indique que la montée des eaux menace près de 300 habitations dans la commune, dans un contexte où l'on estime que le niveau de la mer devrait monter d'un mètre d'ici 2100.

## Toponymie
Attestée sous les formes Anatar en 876 (lire *Anatarias) ; Aenerias en 1063,  ; apud Anaerias en 1146 ; terra de Aneariis en 1154 ; apud Aneieres en 1165 ; in Aneeriis en 1180 ; de Aneeles en 1229 ; Asnelae au XIVe siècle.
L'étymologie est expliquée traditionnellement par le latin asinellas « lieu où l'on élève des ânes ».
Cette hypothèse ne prend pas en compte la forme la plus ancienne Anatar (lire *Anatarias) incompatible avec ce propos, ainsi que les formes suivantes où l'on note l'absence d'un élément Asn-, c'est pourquoi François de Beaurepaire suggère un hypothétique *anatarias, du latin anatar « canard », ce qui est conforme au rivage marécageux d'Asnelles que fréquentent de nombreux canards sauvages.

## Histoire

### Moyen Âge
La tradition rapporte que Guillaume le Conquérant, pour échapper à ses poursuivants, après s'être réfugié chez le baron Hubert de Ryes, aurait regagné son château en empruntant des petits chemins creux, dont celui qui porte aujourd'hui le nom de « sente au Bâtard ». Cette sente qui part du calvaire et qui franchit la Gronde, contourne une partie du village et permet de découvrir anciennes fermes et vieilles maisons construites en pierre de Creully.
À la fin du XIIe siècle, au moment où commencent les travaux de l'église primitive dédiée à "saint Martin", se tenait un marché aux ânes dans le champ situé en face de l'église, près de la place publique, le « planître ». Le littoral était alors occupé  par un vaste marécage qui engendrait souvent des fièvres : les habitants allaient implorer la protection de sainte Honorine dans une petite chapelle construite sur les ruines d'une villa gallo-romaine, qui se situerait non loin du nouveau cimetière.

### Temps modernes
Jusqu'à la fin du XVIIe siècle, il existait, à l'embouchure de la Gronde, un petit havre, le port des Heurtault, accueillant chaque année près de 2000 bateaux qui faisaient du cabotage. Il fut comblé par une tempête, si bien que le tribunal de l'Amirauté créé en 1554 à Asnelles, fut transféré à Bayeux. Pendant le XVIIIe siècle, Asnelles fut le siège d'une capitainerie : une milice côtière était chargée de surveiller la mer et de signaler toute approche de navire anglais.

### Époque contemporaine

#### LeXIXesiècle
C'est au milieu du XIXe siècle que le village connaît de grands changements. Sous l'impulsion du maire, le docteur Théodore Labbey, d'importants travaux sont entrepris, notamment l'assèchement du marais, la construction d'une digue et de nombreuses villas, dont quelques-unes demeurent aujourd'hui. Asnelles devient « Asnelles-la-Belle-Plage », qualificatif donné par les nombreux baigneurs fréquentant la station qui prend, selon les journaux de l'époque, des allures de “petit Trouville”, avec son casino, ses hôtels très confortables. La station balnéaire est desservie de 1899 à 1932 par les Chemins de fer du Calvados. La construction d'un préventorium destiné aux enfants dont l'un des parents travaille à la Société nationale des chemins de fer français, est imposée à la commune en 1926 : jusqu'à la veille de la Seconde Guerre mondiale, il va accueillir plus de 1500 garçons et filles.

#### La Seconde Guerre mondiale

##### L'occupation
Les premières troupes allemandes arrivent à Asnelles à la mi-juin 1940. Leur objectif est de construire le mur de l'Atlantique et plus précisément le blockhaus Wn 37 équipé d'un canon de 88 mm et deux tobrouks pour mitrailleuses. Les Pionniers auront aussi pour mission de creuser une tranchée antichar de 5m × 3m en forme d'accent circonflexe, dont l'objectif est d'empêcher la progression de chars en provenance de la plage.
Ils seront rapidement rejoints par les troupes de la 716e division d'infanterie et le 726e régiment de Grenadiers qui vont systématiquement détruire de nombreuses maisons et villas en bordure de digue.
Les Asnellois doivent déclarer et remettre leurs appareils photos et caméras aux troupes occupantes pour éviter que les alliés puissent réaliser des plans des défenses côtières allemandes.
La zone est interdite aux civils et seul quelques Asnellois sont autorisés à circuler en échange de services rendus aux troupes d'occupation (nettoyage du linge…).

##### Le débarquement

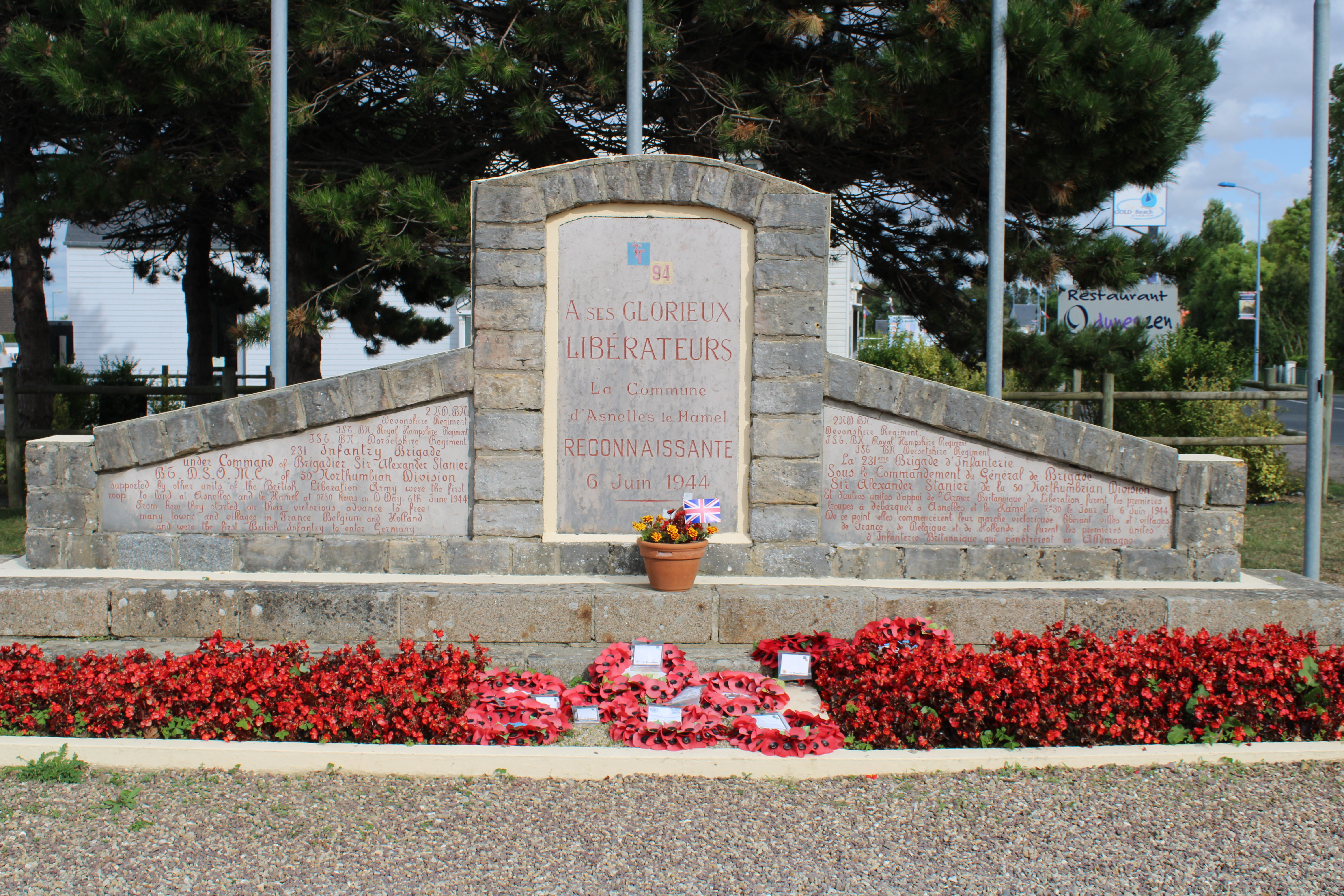
Le monument du débarquement.

Le 6 juin 1944, les soldats britanniques débarquent à Asnelles : la 231e brigade d'infanterie est commandée par le général sir Alexander Stanier. Le régiment du Dorset, qui touche terre à 7 h 25, est le premier régiment britannique à avoir foulé le sol de Normandie. Il est suivi des régiments du Devon et du Hampshire, ainsi que du 47e Commando des Royal Marines. Le village est libéré dans l'après-midi au prix de lourdes pertes dues notamment à un canon de 88 mm qui prenait en enfilade toute la plage, du côté est.

###### Maurice Schumann
Le porte-parole du général de Gaulle, l'une des « voix de la France » sur Radio Londres, Maurice Schumann, va également débarquer à Asnelles dès le 6 juin. Son objectif était de préparer l'arrivée du général pour la libération de Bayeux. Il est accueilli par André Berthaud, un habitant d'Asnelles dont le jardin jouxte la plage.
André Berthaud, qui avait eû l'autorisation de circuler dans la zone interdite pendant l'occupation - en contrepartie du nettoyage des chemises des officiers allemands - a pu ainsi indiquer aux britanniques les zones précises qui étaient minées à Asnelles. Maurice Shuman raconte dans une interview au journal Nord-Eclair le 30 mai 1984,  l'intervention du normand dans leur progression:

« Nous avons atteint notre objectif, c'est-à-dire le sanatorium d'Asnelles plus tôt qu'il n'était prévu à cause de circonstances cocasses. Nous nous trouvions devant un champ de mines, ou du moins devant un champ à l'orée duquel se trouvait une pancarte : Achtung, minen. Et soudain, nous avons vu trois hommes, en civil bien entendu - l'un d'eux(...) portant un casque français de la Première Guerre Mondiale traversant ce champ de mines pour venir vers nous. L'homme au casque nous expliqua qu'il n'y avait pas de mines dans cet emplacement, et que Rommel avait passé quelques semaines auparavant une inspection et que, rien n'étant prêt, les officiers inspectés avaient délimité des champs de mines virtuels, en omettant de préciser que les mines n'étaient pas encore livrées. Nous avons suivi jusqu'à l'entrée du sanatorium, les guides bénévoles qui furent pour moi les premiers Français du matin de la Libération. »

Maurice Schumann écrira le 9 mars 1984 sur le Livre d'or du Conservatoire de l'espace littoral et des rivages lacustres:

« Il y a sur le territoire de la petite commune d'Asnelles, un morceau de (glèbe) - terre cultivée - qui m'est cher entre tous. C'est en le touchant et en respirant son odeur que, le matin du 6 juin 1944, j'ai retrouvé la terre natale. »

Il repose aujourd'hui dans le cimetière voisin du calvaire. Il a légué sa bibliothèque personnelle à la mairie d'Asnelles qui en gère l'accès aux historiens chercheurs sur demande.

###### Le port artificiel

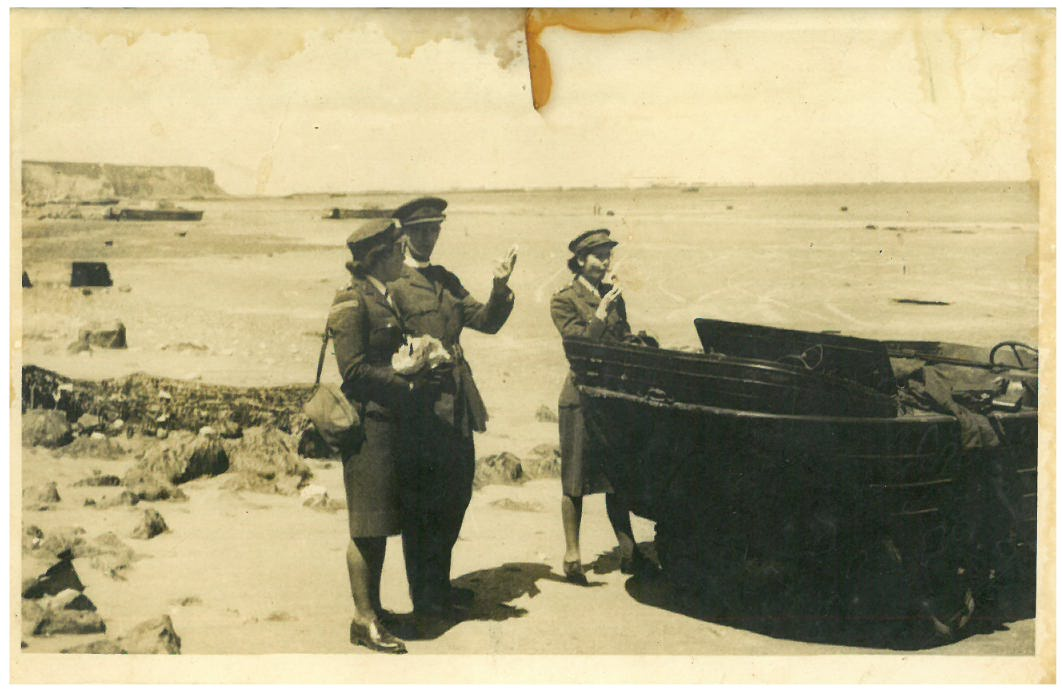
Deux femmes du ATS visitent Asnelles quelques jours après le D Day.

Dès le lendemain du débarquement, commence la construction du port artificiel d'Arromanches, dont Asnelles constitue la partie orientale, la jetée constituée de caissons Phoenix fermant le port à l'est, partait de la plage de la commune. Le village se relève lentement des opérations du D Day : de nombreuses villas sont très endommagées, voire anéanties ; la digue, ainsi que les cales, ont beaucoup souffert ; une grande partie de la voirie doit être refaite. Mais aucune victime civile n'est à déplorer.
Il a été évoqué par la suite que le village d'Asnelles avait été choisi par les alliés, pour y effectuer une partie de leur débarquement, afin de préserver Arromanches et d'éviter ainsi de devoir construire le port artificiel aux abords d'un village détruit et donc impraticable.

#### Asnelles aujourd'hui
Aujourd'hui, l'activité d'Asnelles est essentiellement touristique avec ses nombreuses résidences secondaires, son camping, son parc résidentiel de loisirs, ses gîtes et ses maisons familiales, et un supermarché à l'enseigne Carrefour.

## Politique et administration

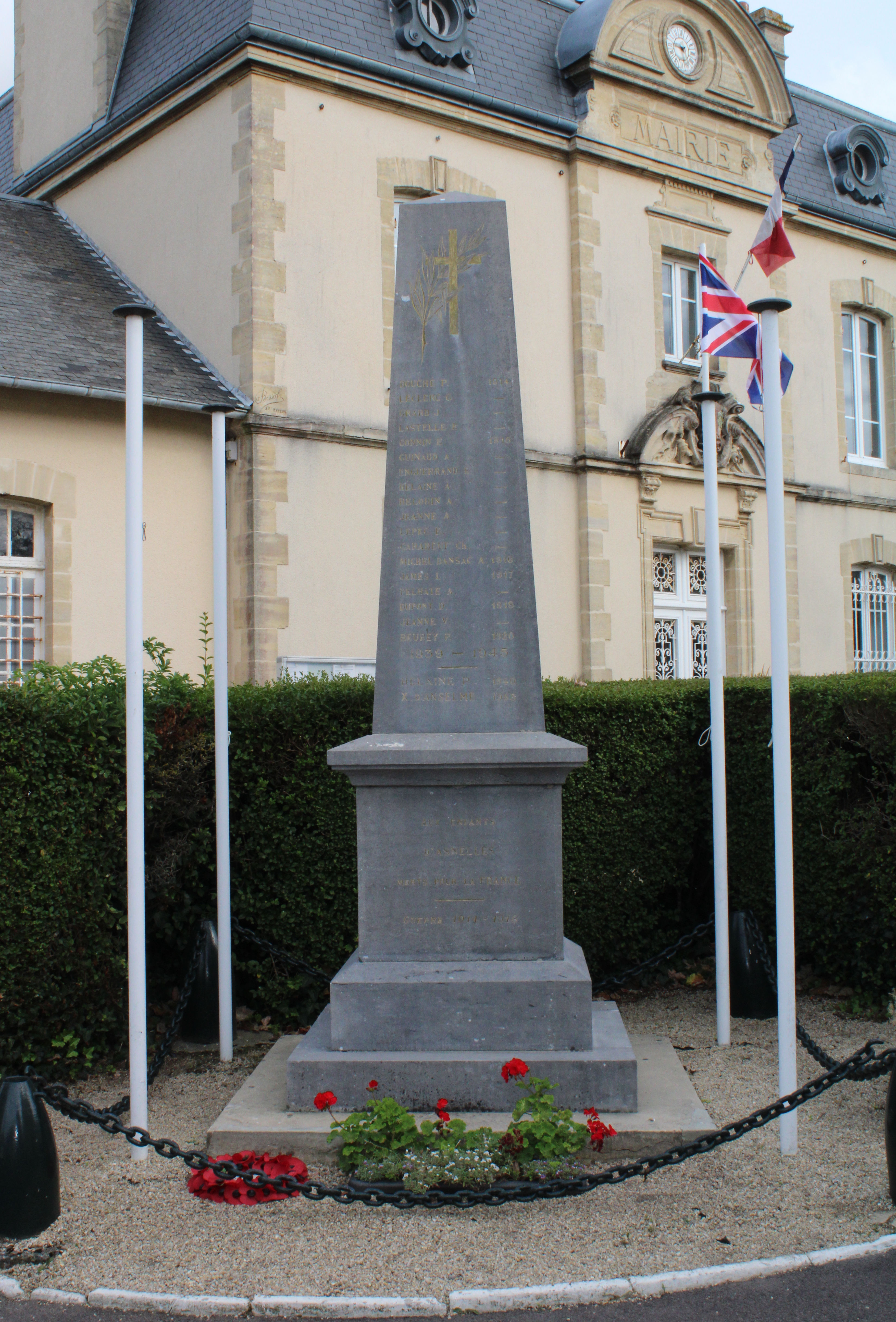
Le monument aux morts.

### Rattachements administratifs et électoraux

#### Rattachements administratifs
La commune se trouve dans l'arrondissement de Bayeux du département du calvados.
Elle faisait partie depuis 1801 du canton de Ryes. Dans le cadre du redécoupage cantonal de 2014 en France, cette circonscription administrative territoriale a disparu, et le canton n'est plus qu'une circonscription électorale.

#### Rattachements électoraux
Pour les élections départementales, la commune fait partie depuis 2014 du canton de Courseulles-sur-Mer
Pour l'élection des députés, elle fait partie de la cinquième circonscription de la Manche.

### Intercommunalité
Asnelles était membre de la communauté de communes de Bessin, Seulles et Mer, un établissement public de coopération intercommunale (EPCI) à fiscalité propre créé en 2002 et auquel la commune avait transféré un certain nombre de ses compétences, dans les conditions déterminées par le code général des collectivités territoriales.
Dans le cadre des dispositions de la loi portant nouvelle organisation territoriale de la République du 7 août 2015, qui prévoit que les établissements publics de coopération intercommunale (EPCI) à fiscalité propre doivent avoir un minimum de 15 000 habitants, cette petite intercommunalité a fusionné avec sa voisine pour former, le 1er janvier 2017, la communauté de communes Seulles Terre et Mer dont est désormais membre la commune.

### Administration municipale
Compte tenu de la population de la commune, son conseil municipal est composé de quinze membres dont le maire et ses adjoints.

### Liste des maires
| Période                                  | Période                      | Identité                    | Étiquette | Qualité                                                      |
| ---------------------------------------- | ---------------------------- | --------------------------- | --------- | ------------------------------------------------------------ |
| Les données manquantes sont à compléter. |                              |                             |           |                                                              |
| 11 décembre 1919                         | 17 mai 1929                  | Joseph Adrien Michel-Dansac |           | Médecin                                                      |
| 17 mai 1929                              | 17 mai 1945                  | Maurice Mosmier             |           |                                                              |
| 17 mai 1945                              | 8 mai 1953                   | Marcel Sebire               |           |                                                              |
| 8 mai 1953                               | juin 1957                    | André Anselme               |           |                                                              |
| 25 juillet 1957                          | 25 mars 1977                 | Antoinette d'Anselme        |           |                                                              |
| 25 mars 1977                             | 24 juin 1995                 | Michel Roudil               |           |                                                              |
| 24 juin 1995                             | septembre 1997               | Frédéric Gavard             |           |                                                              |
| Les données manquantes sont à compléter. |                              |                             |           |                                                              |
|                                          | mars 2001                    | Emmanuel Deneffle           |           |                                                              |
| mars 2001                                | avril 2014                   | Jean-Pierre Malo            | SE        | Ingénieur chimiste                                           |
| avril 2014                               | En cours (au 2 février 2023) | Alain Scribe                | SE        | Consultant marketing retraité Réélu pour le mandat 2020-2026 |

### Jumelages
- Charmouth (Royaume-Uni) depuis 1985[36].

## Population et société

### Démographie
L'évolution du nombre d'habitants est connue à travers les recensements de la population effectués dans la commune depuis 1793. Pour les communes de moins de 10 000 habitants, une enquête de recensement portant sur toute la population est réalisée tous les cinq ans, les populations de référence des années intermédiaires étant quant à elles estimées par interpolation ou extrapolation. Pour la commune, le premier recensement exhaustif entrant dans le cadre du nouveau dispositif a été réalisé en 2006.

En 2022, la commune comptait 641 habitants, en évolution de +6,48 % par rapport à 2016 (Calvados : +1,58 %, France hors Mayotte : +2,11 %).
| 1793 | 1800 | 1806 | 1821 | 1831 | 1836 | 1841 | 1846 | 1851 |
| ---- | ---- | ---- | ---- | ---- | ---- | ---- | ---- | ---- |
| 407  | 358  | 400  | 408  | 423  | 426  | 450  | 448  | 416  |

| 1856 | 1861 | 1866 | 1872 | 1876 | 1881 | 1886 | 1891 | 1896 |
| ---- | ---- | ---- | ---- | ---- | ---- | ---- | ---- | ---- |
| 410  | 394  | 407  | 414  | 438  | 375  | 361  | 354  | 375  |

| 1901 | 1906 | 1911 | 1921 | 1926 | 1931 | 1936 | 1946 | 1954 |
| ---- | ---- | ---- | ---- | ---- | ---- | ---- | ---- | ---- |
| 407  | 365  | 329  | 287  | 243  | 337  | 471  | 323  | 334  |

| 1962 | 1968 | 1975 | 1982 | 1990 | 1999 | 2006 | 2011 | 2016 |
| ---- | ---- | ---- | ---- | ---- | ---- | ---- | ---- | ---- |
| 303  | 267  | 284  | 334  | 478  | 571  | 589  | 576  | 602  |

| 2021 | 2022 | - | - | - | - | - | - | - |
| ---- | ---- | - | - | - | - | - | - | - |
| 622  | 641  | - | - | - | - | - | - | - |

### Manifestations culturelles et festivités
La fête de la Mer a lieu le 15 août, tous les deux ans les années paires.

## Économie
Asnelles est une station balnéaire. La commune possède une belle plage de sable fin et dispose d'un club de chars à voile. Asnelles se situe sur le circuit des plages du Débarquement. Un chemin pédestre « la Sente au Bâtard » est nommé en souvenir de Guillaume le Conquérant.

## Culture locale et patrimoine

### Lieux et monuments
- Château d'Asnelles : ancienne demeure édifiée entre 1840 et 1865 sur l'emplacement d'une maison de pêcheurs pour le maire Théodore Labbey , docteur en médecine, promoteur de la station balnéaire de la commune. Il est ensuite racheté par le maire d'Asnelles, Louis Barrault, qui fait rebâtir la demeure en conservant les armes qu'avait fait sculpter Théodore Labbey. La façade principale du corps de logis est ordonnancée en briques et pierres et l'avant-corps en pierre de taille. La façade nord est asymétrique à travées, en brique et pierre, la façade ouest en pierre de taille est également asymétrique à travées et comporte un avant-corps en brique et pierre. Enfin, la façade sud est asymétrique à travées, en brique et pierre, avec une tourelle en pierre de taille. Quant au parc, il a depuis été grandement réduit, d'autant que des bâtiments annexes servant de colonie de vacances pour la SNCF ont été ajoutés.
- Caissons Phoenix (au large), ayant servi pour la constitution des digues et jetées du port artificiel d'Arromanches, après le débarquement et des blockhaus sur la côte.
- Batterie d'Asnelles, inscrite au titre des Monuments historiques depuis le 10 novembre 1992[40].
- La grange à  Dîme[41],[42].
- L'église Saint-Martin (XIIe siècle, remaniée).
- La sente au Bâtard - (Guillaume le Conquérant y est passé selon la légende).
- La biscuiterie qui prépare les fameux « sablés d'Asnelles ».
- La Gronde, ruisseau-fleuve côtier.
- Plage de varech.
- Lavoir rue du Débarquement qui fait l'objet d'un recensement à l'Inventaire général du patrimoine culturel[43].
- Pont en pierre sur la Gronde, rue Paul-Hélaine, daté de 1846 qui fait l'objet d'un recensement à l'Inventaire général du patrimoine culturel[44].

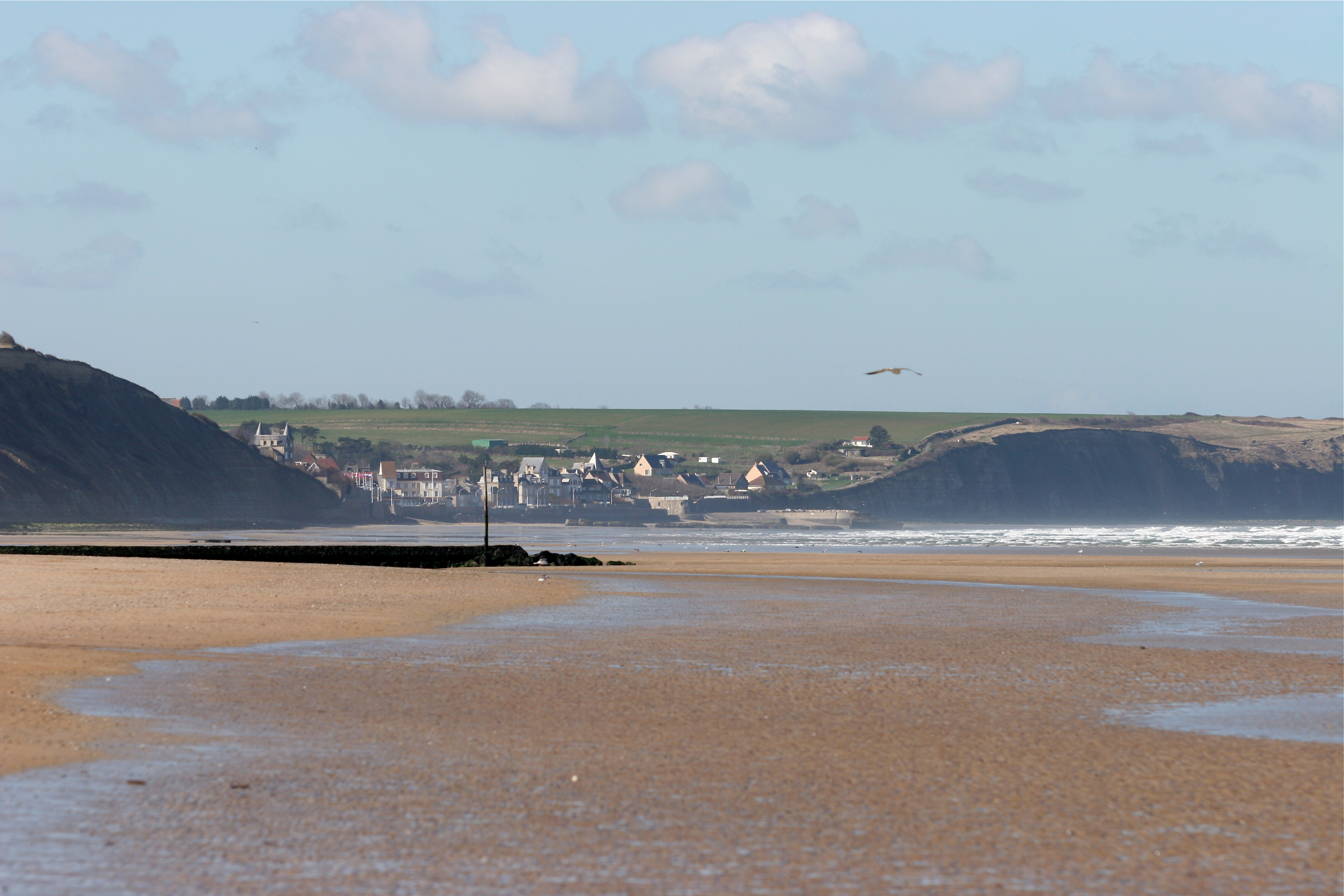
Vue d'Arromanches vers l'ouest depuis la plage d'Asnelles.
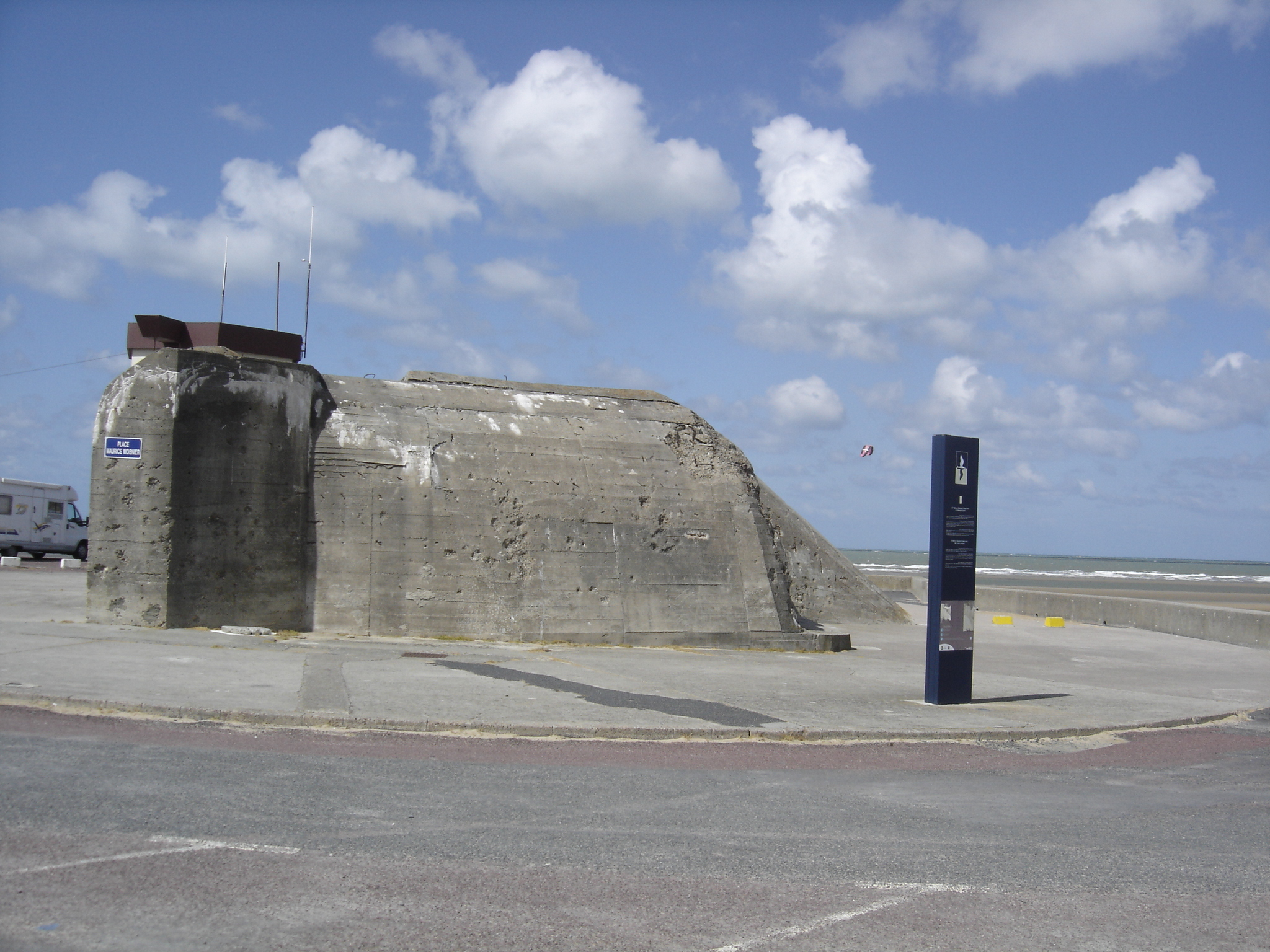
Batterie de défense côtière.
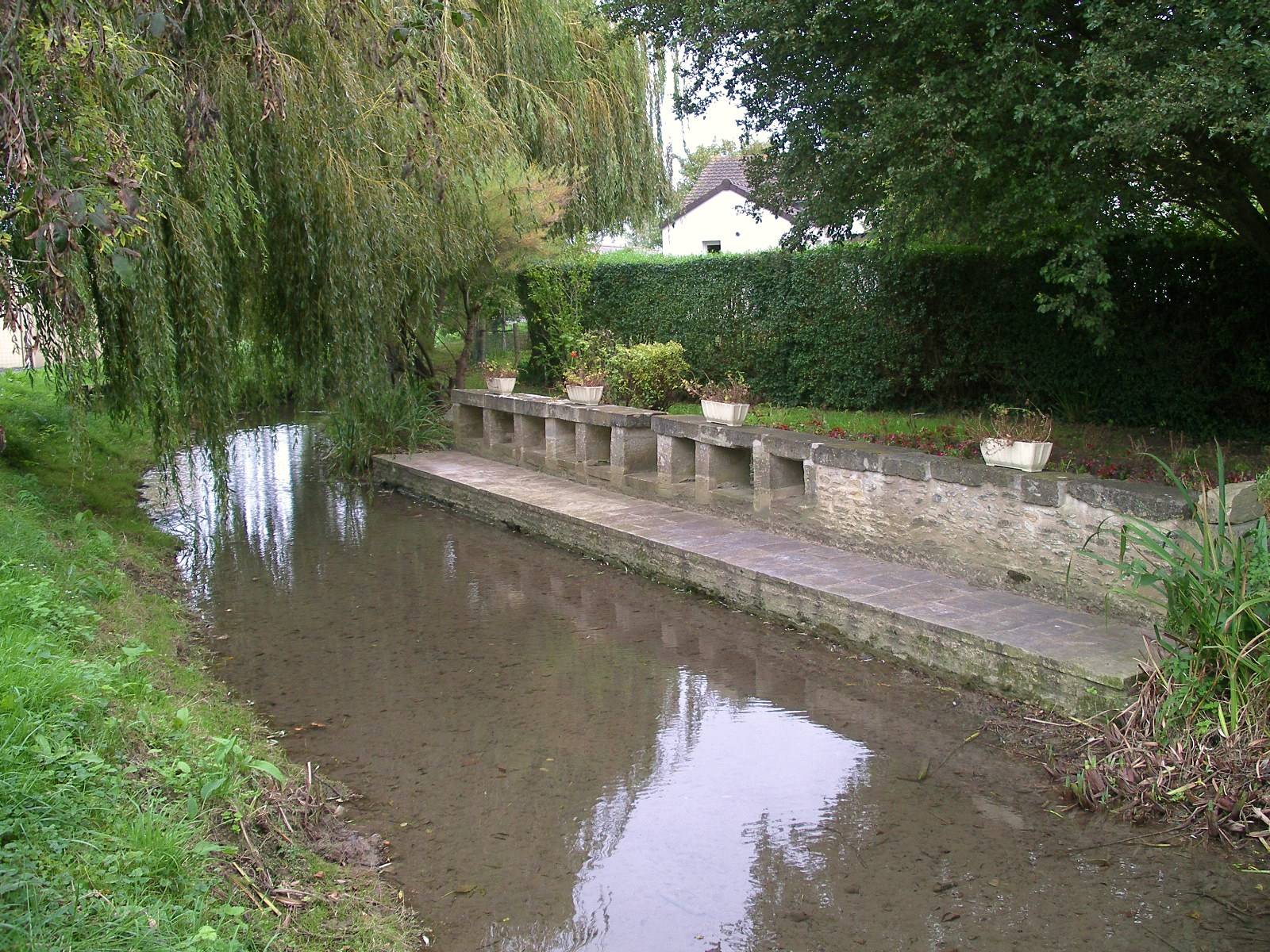
Ancien lavoir de la commune.
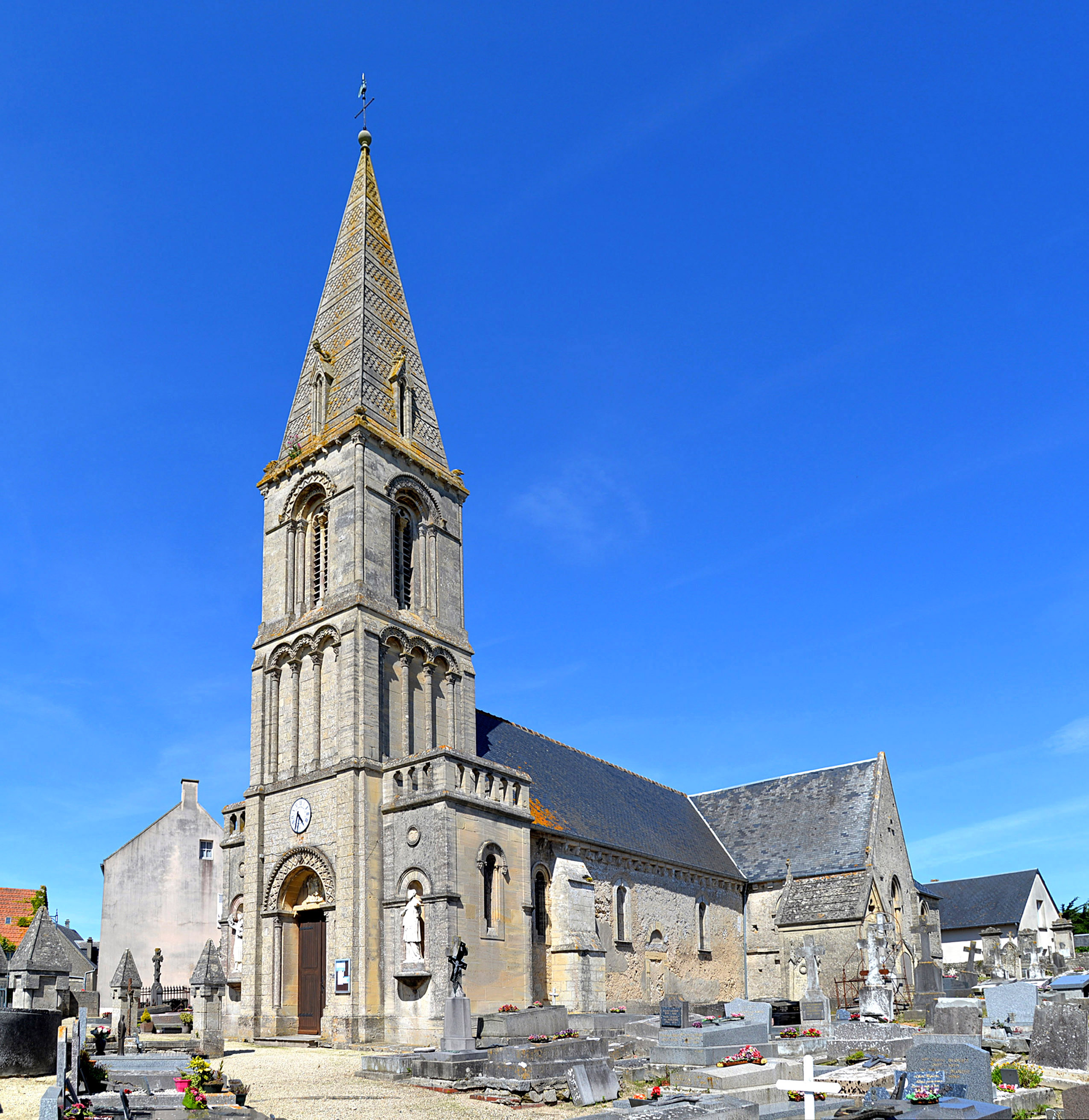
L'église Saint-Martin.
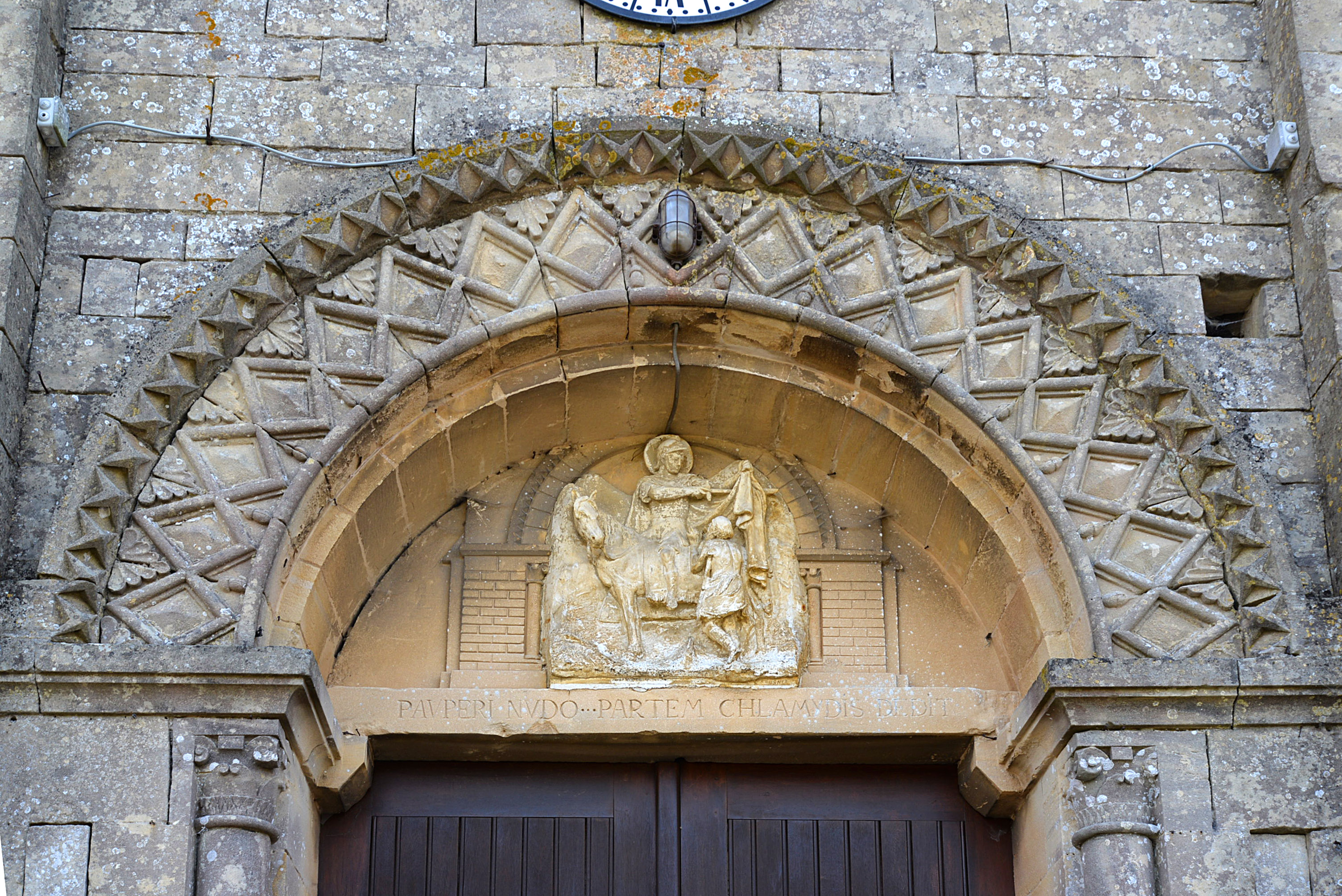
Fronton de l'église Saint-Martin. Saint Martin coupant son manteau en deux.
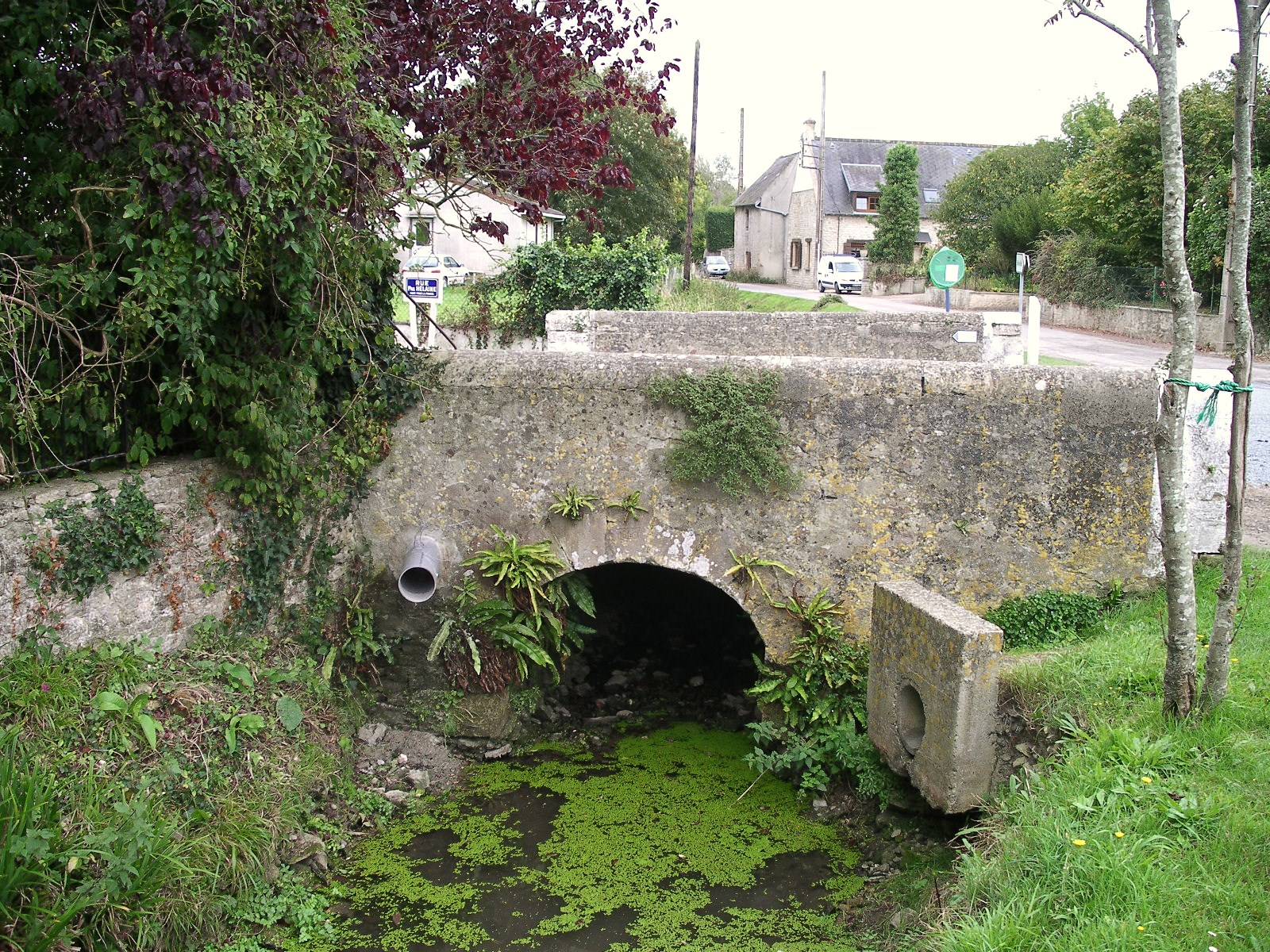
Le petit pont sur la Gronde.

### Personnalités liées à la commune
- Maurice Schumann (1911-1998), compagnon de la Libération, homme politique et journaliste, est enterré au nouveau cimetière municipal d'Asnelles[45].
- Théodore Labbey (1804-1873), maire d'Asnelles sous le Second Empire, et auteur du premier livre consacré à l'histoire de la commune, Asnelles, tableaux et souvenirs, 1865, est enterré dans l'ancien cimetière.
- Chigouesnel, magistrat, auteur de la monumentale Nouvelle Histoire de Bayeux, 1867, est enterré dans l'ancien cimetière.
- Paul Fouquet (1876-1920 à Asnelles), syndicaliste enseignant.
- Charles Hargrove (1922-2014), journaliste, qui débarqua à Asnelles le 6 juin 1944, a été fait citoyen d'honneur de la commune et a inauguré le 6 juin 2014 la digue piétonne qui porte désormais son nom. Il est enterré à Asnelles.
- Kenneth Pritchard (1924-2016), débarqua à Asnelles le 6 juin 1944 avec le Royal Army Service Corps (en). Nommé citoyen d'honneur d'Asnelles, il est enterré dans le cimetière de la commune.
- Denis Bounsall (1921-2022), débarqua à Asnelles le 6 juin 1944 avec le régiment du Dorset (en). Sa conduite lui vaudra la Distinguish Conduct Medal remise par le roi George VI et il sera fait citoyen d'honneur d'Asnelles. Mort en Nouvelle-Zélande, ses cendres doivent être déposées dans le nouveau cimetière en 2024[réf. nécessaire].
- Gérard Pouchain (1943), professeur agrégé de Lettres, docteur ès Lettres, chercheur associé à l'université de Rouen, et professeur associé à l'université de Chaoxing (Chine), biographe de Juliette Drouet, auteur d'une cinquantaine d'ouvrages sur Victor Hugo et le XIXe siècle, auteur d'une quinzaine d'ouvrages sur le village d'Asnelles, adjoint au maire.

### Héraldique
| Blason de Asnelles | Blason  | D'azur à la barque de gueules habillée d'argent, mouvant du flanc dextre et voguant sur une mer agitée de sinople, accompagnée en chef à dextre d'une étoile d'or rayonnante vers la pointe. |
| Blason de Asnelles | Détails | |

### Gastronomie
Créé en 1904 par Charles Bansard, le sablé d'Asnelles est une spécialité de la commune. La production est de trente tonnes par an en 2021.